# Юридична складова російсько-української війни
Російсько-українська юридична війна — сукупність юридичних документів та дій, що супроводжують російсько-українську війну. Конфлікт у правовому полі під час війни є загостренням російсько-українського правового протистояння.

## Крим

### Вторгнення Збройних сил РФ та анексія
27 лютого 2014 року Верховна рада Криму, на позачерговому засіданні в захопленій російськими військовослужбовцями будівлі парламенту, призначила референдум про розширення повноважень автономії на 25 травня.
1 березня 2014 року Президент РФ Володимир Путін звернувся до Ради Федерації із запитом дозволу на використання Збройних сил РФ на території України. Того ж дня Рада відповіла одностайним дозволом. Не зважаючи на поданий формальний запит, підрозділи Збройних сил РФ на той час вже почали інтервенцію в Крим: в ніч з 26 на 27 лютого ними було захоплено будівлю Верховної ради Криму, станом на ранок 28 лютого війська РФ взяли під контроль аеропорт Сімферополя, військовий аеропорт Бельбек і продовжували розгортання і переброску техніки.
Того ж дня, 1 березня, Аксьонов переніс дату проведення референдуму на 30 березня. 6 березня референдум було перенесено вдруге — Верховна рада Криму встановила 16 березня датою проведення референдуму.

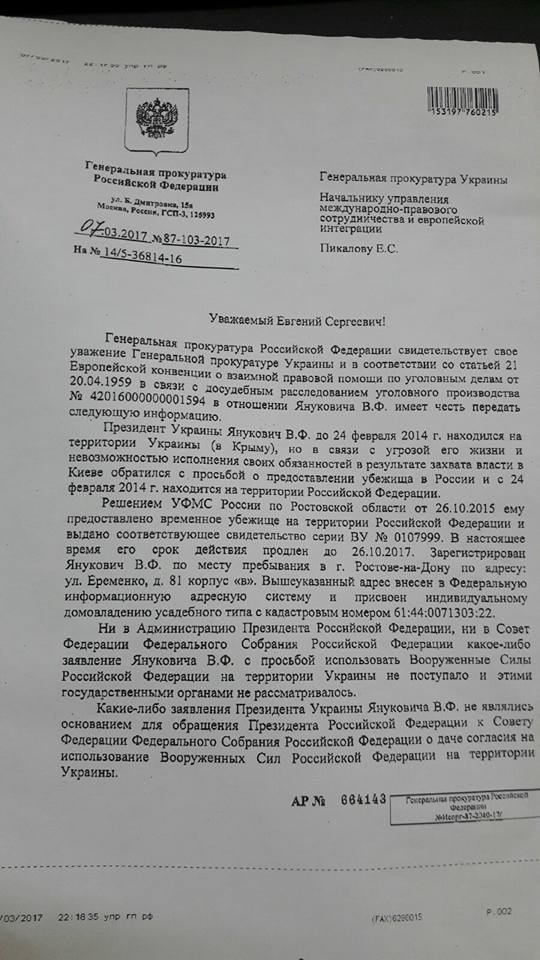
Заперечення Генпрокуратури РФ щодо існування звернення Януковича про введення військ РФ. 7 березня 2017.

3 березня представник РФ в ООН Віталій Чуркін на засіданні Ради Безпеки ООН продемонстрував документ, який він назвав листом екс-президента України Віктора Януковича до Володимира Путіна із проханням використати військо для відновлення «законності і правопорядку в Україні». Три роки згодом, у 2017 році, Генеральний прокурор РФ заперечуватиме існування такого документу.
4 березня, відповідаючи на запитання журналістів, Президент РФ Володимир Путін зазначив, що якщо вважати події в Україні революцією, то за її результатами «виникла нова держава», з якою «ми ніяких зобов'язуючих документів не підписували.»
11 березня Верховна рада Криму прийняла «Декларацію про незалежність».
16 березня 2014 року, в умовах контролю території Криму російськими військами, відбувся референдум, результатом якого було оголошено, що більшість виборців обрали пункт «входження Криму до складу РФ як суб'єкта федерації».
17 березня Верховна рада Криму проголосила Крим незалежною суверенною державою — Республікою Крим, і звернулася до Росії про прийняття її до складу РФ як суб'єкта зі статусом республіки. Того ж дня указом Володимира Путіна РФ визнала Республіку Крим як незалежну державу.
24 червня 2014 року Володимир Путін зробив запит до Ради Федерації про скасування дозволу на використання Збройних сил РФ на території України від 1 березня 2014 року. Наступного дня, 25 червня, рішення було ухвалене Радою Федерації майже одностайно — із 154 сенаторів рішення підтримали 153, один проголосував проти.

#### Реакція на анексію
3 березня 2014 року Міністерство Зовнішніх Справ України розповсюдило офіційний документ МЗС, в якому оприлюднило список двосторонніх угод між Росією та Україною, котрі своїми діями Росія в односторонньому порядку порушила, зокрема базових угод по Чорноморському флоту: Угоди про статус та умови перебування ЧФ РФ на території України від 28 травня 1997 року, Угоду про параметри поділу Чорноморського флоту від 28 травня 1998 року, Угоду між урядами країн про використання силами та засобами ЧФ РФ повітряного простору України та повітряного простору над акваторією Чорного моря від 16 липня 1999 року, а також Договір про дружбу, співробітництво і партнерство між Україною і Російською Федерацією від 31 травня 1997 року.
1. Угода про статус та умови перебування ЧФ РФ на території України
  - пункт 1 ст.6 щодо зобов'язань військових формувань здійснювати свою діяльність в місцях дислокації відповідно до законодавства Російської Федерації та поважати суверенітет України, дотримуватися її законодавства та не допускати втручання у внутрішні справи України;
  - пункт 2 ст.8 щодо проведення навчань та інших заходів бойової і оперативної підготовки в межах навчальних центрів, полігонів, позиційних районів і районів розосередження, стрільбищ та, крім заборонених зон, у відведених зонах повітряного простору за погодженням з компетентними органами України;
  - пункт 4 ст.8 щодо здійснення заходів з охорони в місцях їхньої дислокації та під час пересування у взаємодії з компетентними органами України;
  - пункт 1 ст.15 щодо дотримання військовими формуваннями ЧФ РФ прикордонного, митного та інших видів державного контролю під час перетинання українсько-російського кордону;
  - пункт 1 ст.12 щодо зобов'язання мати на службових транспортних засобах ЧФ РФ реєстраційний номер і чіткий знак;
  - пункт 5 ст.15 щодо можливості пересувань, пов'язаних з діяльністю військових формувань поза місцями їхньої дислокації лише після узгодження з компетентними органами України
2. Угода про параметри поділу Чорноморського флоту
  - пункт 1 ст.1 щодо перевищення кількості бойових броньованих машин у складі ЧФ РФ понад визначену кількість (132 одиниць);
  - пункт 3 ст. 7 щодо перевищення чисельності особового складу в частинах морської піхоти та морської авіації понад 1987 осіб
3. Угода між урядами країн про використання силами та засобами ЧФ РФ повітряного простору України та повітряного простору над акваторією Чорного моря
  - статті 2 щодо проведення навчань та перевірок чергових сил протиповітряної оборони ЧФ РФ за погодженням з Генеральним штабом Збройних Сил України та відповідно до режиму і умов, встановлених Українським центром планування використання повітряного простору України та регулювання повітряного руху Украероцентром
4. Договір про дружбу, співробітництво і партнерство між Україною і Російською Федерацією
  - статті 3 щодо побудови відносин на основі принципів взаємної поваги суверенної рівності, територіальної цілісності, непорушності кордонів, мирного врегулювання спорів, незастосування сили або загрози силою, включаючи економічні та інші способи тиску, невтручання у внутрішні справи;
  - статті 6 щодо утримання сторін від участі у діях, спрямованих проти іншої договірної сторони.

 Рада безпеки ООН 7 березня 2014 року повідомила, що не буде визнавати референдум щодо статусу Криму, оскільки той не проходитиме на всій території України.
 Венеційська комісія 21 березня 2014 року визнала референдум нелегітимним, і таким що порушує Конституцію України та норми міжнародного права.
 Генеральна асамблея ООН 27 березня 2014 року ухвалила резолюцію, якою підтвердила визнання територіальної цілісності України «у міжнародно визнаних кордонах», і підкреслила, що кримський «референдум» не є чинним.
 Парламентська асамблея ОБСЄ на Бакинській сесії 2 липня 2014 року ухвалила резолюцію, в якій стверджувала, що РФ порушила усі 10 Гельсинських принципів, а також обов'язки у рамках Будапештського меморандуму. У резолюції зазначено, що РФ також зазіхає на територію сходу України. Резолюція також підтвердила визнання територіальної цілісності України, і нелегітимність кримського «референдуму».
 7 жовтня 2015 року Президент України Петро Порошенко підписав закон, що визначає 20 лютого 2014 року як дату початку тимчасової окупації Криму і Севастополя.
 У інтерв'ю від 20 лютого 2017 року Олексій Чалий розповів, що захват Криму Росією планувався за ситуації, коли в Україні «виникне період беззаконня», що дасть Росії «юридично міцну базу» для початку вторгнення. Можливість почати реалізацію сценарію розглядали щонайменше з 2004 року у період Помаранчевої революції.

#### Піддання сумніву юридичної належності Криму
Російська Федерація після інтервенції до Криму і подальшої його анексії неодноразово піднімала питання щодо незаконності його передачі Україні.
15 квітня 2017 року Віктор Медведчук зробив заяву, що відміна Україною усіх законів СРСР «позбавить підстав» передачі Криму до складу УРСР.
На «Форумі друзів Криму», що проходив 6—8 листопада 2017 року, депутат Держдуми РФ Костянтин Затулін запропонував відмінити акт передачі Криму 1954 року.

### Судові переслідування
У 2013 році у РФ був змінений Кримінальний кодекс, що був розширений статтею 280.1 про заклики до сепаратизму. Стаття була введена в дію 9 травня 2014. Згідно доповіді, презентованої у червні 2017 російським адвокатським об'єднанням «Агора», за статтею про заклики до сепаратизму в РФ було порушено 16 справ, і 9 з них — саме через поставлений під сумнів статус Криму. На думку адвокатів «Агори» судові вироки, що не пов'язані з реальним строком ув'язнення, особливо за пости і «лайки» в соціальних мережах, використовуються для придушення будь-якого бажання публічно обговорювати питання, пов'язані з подіями в Україні. Адвокати вважають, що фактичено така судова практика — це умисне поширення остраху опинитися серед тих, хто переслідується за власну точку зору, яка відрізняється від офіційної позиції влади. Так, в 2016 на два роки позбавлення волі був засуджений електрик з Твері Андрій Бубеєв, що зробив репост гасла «Крим — це Україна» і картинки тюбика зубної пасти з написом «Вичави з себе Росію».

#### Справа «26 лютого»
У 2015 році прокуратура РФ порушила кримінальну справу проти кримсько-татарського активіста Ахтема Чийгоза, сподіваючись у показовому процесі довести його провину у «організації масових заворушень» 26 лютого 2014 року під Парламентом Криму, залякавши інших потенційних супротивників режиму. Проте з 2016 року справа почала розвалюватися. Свідки давали несподівані для обвинувачення свідчення: одні стверджували, що ніколи не бачили Чийгоза взагалі, інші заперечували, що той закликав до заворушень, треті, що мали грати роль постраждалої сторони, стверджували що ніколи не зверталися по медичну допомогу чи компенсації і не вважають себе постраждалими. Після 100 слухань і 153 свідків, лише троє свідчили проти Ахтема, причому двоє з них — Абляєв і Петров, — давали свідчення дистанційно, через відеозв'язок, і з прихованими обличчями.

### Кримінальне провадження за фактом розв'язування гібридної війни
30 травня 2017 року прокуратура Автономної Республіки Крим за матеріалами Служби безпеки України відкрила кримінальне провадження за фактом розв'язування посадовцями РФ, службовими особами державних органів та органів місцевого самоврядування АР Крим гібридної війни проти України. Кримінальне провадження внесено до Єдиного реєстру досудових розслідувань за частиною 1 статті 437 Кримінального кодексу України, а саме ‒ планування, підготовка або розв'язування агресивної війни чи воєнного конфлікту, а також участь у змові, що спрямована на вчинення таких дій.
Відкрите кримінальне провадження є особливе тим, що вперше правову оцінку отримає інформаційна складова гібридної війни Росії проти України. Важливість цього процесу визначається тим, що агресія Росії принесла знедолення і змусила залишити місця проживання тисячі українських громадян, особливо це стосується кримських татар, які вдруге за шістдесят років фактично переживають геноцид з боку тоталітарного режиму. Агентство ООН у справах біженців оцінило кількість внутрішньо переселених осіб у десять тисяч, більшість з яких ‒ кримські татари, а третина — діти.
Під час досудового слідства особливу увагу буде приділено фактам підготовки до анексії Криму та штучного формування у населення півострова, у тому числі через ЗМІ та Інтернет-ресурси, ненависті до народів України. Належну правову оцінку отримають й інші дії спрямовані на усунення перешкод для вторгнення збройних сил РФ на територію нашої держави та створення умов, у тому числі шляхом маніпуляцій суспільною свідомістю через ЗМІ та Інтернет, для незаконної анексії Автономної Республіки Крим.

## Війна на сході України
15 травня 2014 року Генеральною прокуратурою України організації ДНР та ЛНР були кваліфіковані як терористичні організації, які насильницько-збройним шляхом здійснюють терор на сході України.
 30 вересня 2016 року Слідчий комітет РФ порушив справу про «екстремістську діяльність проти Росії» організації Правий сектор, звинувативши зокрема Дмитра Яроша та інших командувачів організації.
У березні 2017 року Апеляційним судом Сумської області встановлено юридичний факт загибелі офіцера СБУ Аніщенка Олександра, що загинув в бою у 2014 році, як пов'язаний з виконанням обов'язку військової служби внаслідок збройної агресії Російської Федерації проти України.

### Справа Батрина
29 серпня 2014 року правозахисник Станіслав Батрин звернувся до Шевченківського районного суду Києва з вимогою про встановлення факту збройної агресії Російської Федерації проти України.
12 травня 2016 року Шевченківський районний суд відхилив позов Станіслава Батрина про офіційне визнання факту збройної агресії Росії проти України, пояснюючи своє рішення тим, що даний факт «є загальновідомим» і не впливає на права заявника. За словами Батрина, 9 лютого в суд надійшов факс з Адміністрації президента за підписом Бориса Ложкіна з проханням відкласти засідання по справі «з метою формування правової позиції та надання пояснень», а в подальшому президент просив відмовити в задоволенні заяви про встановлення факту збройної агресії Російської Федерації.
21 жовтня 2016 року Вищий спеціалізований суд України з розгляду цивільних і кримінальних справ відкрив провадження у справі Станіслава Батрина про встановлення факту збройної агресії Російської Федерації проти України.

### Справа Давидової
У січні 2015 року була заарештована за підозрою в державній зраді мати сімох дітей з Вязьми Світлана Давидова, яка повідомила в посольство України про від'їзд військовослужбовців з військової частини і відправлених, за її припущенням, на Донбас в зону конфлікту; на думку ряду ЗМІ, висунуте проти Давидової звинувачення підтверджує правдивість її припущень про відправку військовослужбовців на Донбас.

### Справа РФ щодо Яценюка
8 вересня 2015 року Голова Слідчого комітету РФ Олександр Бастрикін заявив, що Арсеній Яценюк в 1994—1995 роках воював у Чечні і удостоївся найвищої нагороди Джохара Дудаєва «Честь нації» за знищення російських військовослужбовців. Окрім Арсенія Яценюка, посадовець згадав імена ще кількох українських діячів, повідомивши що вони також звинувачуються в участі у злочинах проти російських федеральних сил і про оголошення їх у міжнародний розшук і взяття під варту.
 27 березня 2017 року, у відповідь на запит Слідчого комітету РФ Північно-Кавказького округу, російський суд міста Єсентуки ухвалив рішення про арешт Арсенія Яценюка, про що було повідомлено через посольство України в РФ.

### Запит Youtube до Інформнапалм
4 березня 2016 року адміністрація Youtube звернулася до ІнформНапалму з вимогою прибрати відеоматеріал про співробітника ФСВП РФ Миколу Рейхенау (рос. Николай Рейхенау) у 48-годинний термін. У відео ІнформНапалму були оприлюднені дані, отримані хакерами з телефона Рейхенау, і той подав скаргу до Youtube видалити ці відео, бо ті нібито «порушують конфіденційність». Команда ІнформНапалму ініціювала обговорення, результатом якого було знайдено законодавчі норми України, США та Великої Британії, що прямо заперечують право на конфіденційність у випадках, що пов'язані з тероризмом, бо є питанням національної безпеки, а також постанови ПАРЄ щодо визнання Росії країною-агресором, і правила самого Youtube, що дозволяють розміщувати матеріали, що документують злочини. Адміністрація Youtube погодилася з аргументами ІнформНапалму і залишила відео.

### Кримінальна справа щодо збройної агресії РФ
22 серпня 2016 року, керуючись висновками експертизи про російську військову агресію та на підставі зібраних доказів, Генеральною прокуратурою України було повідомлено про підозру у вчиненні особливо тяжких злочинів проти основ національної безпеки України, миру та міжнародного правопорядку 18 особам із числа представників влади і керівництва Збройних Сил Російської Федерації, зокрема Раднику Президента РФ Сергію Глазьєву та Міністру оборони РФ Сергію Шойгу.
 24 серпня 2016 року Слідчий комітет РФ порушив справу проти Міністра оборони України Степана Полторака та начальника Генерального штабу України Віктора Муженка за статтею «застосування заборонених засобів і методів ведення війни».
 2 вересня 2016 року Генеральний прокурор України Юрій Луценко на засіданні Комітету Верховної Ради України з питань національної безпеки і оборони оприлюднив результати розслідування у вигляді звіту, в якому було встановлено, що основним чинником Іловайської трагедії була військова агресія Збройних Сил Російської Федерації, пряме військове вторгнення на територію України. З метою уникнення поразки терористичних організацій «ДНР» і «ЛНР» керівництвом РФ в другій половині серпня 2014 року організовано вторгнення на територію Донецької області із застосуванням мінометних, артилерійських та реактивних обстрілів з російської території позицій Збройних Сил України. Наймасштабніше вторгнення Збройних Сил Російської Федерації відбулось 24 серпня 2014 року силами дев'яти батальйонно–тактичних груп. На військовій техніці Збройних Сил Російської Федерації були зняті або замасковані тактичні знаки.
 8 вересня 2016 року Слідчий комітет РФ порушив ще одну справу проти Степана Полторака та Віктора Муженка, яких звинуватив у «геноциді російськомовного населення» на Донбасі.

### Позов «Алмаз-Антея» до ЄС щодо зняття санкцій
25 січня 2017 року Європейський суд визнав законність санкцій щодо російського концерну «Алмаз-Антей». Обґрунтування суду містило текст:

| Російська влада надавала важке озброєння сепаратистам на сході України, беручи участь у дестабілізації України. [...] Виготовляючи зброю і обладнання, що передається Російській Федерації, яка у свою чергу постачає його сепаратистам на сході України, «Алмаз-Антей» матеріально підтримує дії, що підривають чи загрожують територіальній цілісності, суверенітету та незалежності України. |
| — Європейський суд, 25 січня 2017 |

 Керівництво «Алмаз-Антею» назвало рішення суду «заполітизованим», а тому Європейському суду вони «не вірять».

### Позов до Міжнародного суду ООН
16 січня 2017 року Україна подала позов до Міжнародного суду ООН з метою притягнення Російської Федерації до відповідальності за вчинення актів тероризму і дискримінації протягом її незаконної агресії проти України.
Україна стверджує, що Російська Федерація порушує Конвенцію про боротьбу з фінансуванням тероризму шляхом надання зброї та інших видів допомоги незаконним збройним формуванням, які вчинили низку актів тероризму на території України. До найтрагічніших терористичних атак російських маріонеток слід віднести збиття літака малайзійських авіаліній рейсу MH17, обстріли жилих районів Маріуполя та Краматорська, знищення цивільного пасажирського автобуса неподалік від Волновахи і смертоносний вибух під час мирного зібрання в Харкові.
Крім того, Україна стверджує, що Російська Федерація порушує Конвенцію про ліквідацію всіх форм расової дискримінації, беручи участь в кампанії дискримінації щодо неросійських громад, які проживають на окупованій території Кримського півострова, зокрема, спільнот етнічних українців і кримських татар. Починаючи з незаконного «референдуму», проведеного в атмосфері залякування, російська окупаційна влада здійснює політику культурного знищення цих громад. Така дискримінаційна політика була засуджена Генеральною Асамблеєю ООН, і проявилася у забороні діяльності Меджлісу кримськотатарського народу, хвилі зникнень, вбивств, самовільних обшуків, затримань, спроб припинити мовлення ЗМІ, а також у обмеженні на викладання української і кримськотатарської мови.

### Конвенція ООН з морського права
19 лютого 2018 року Президент України Петро Порошенко підписав Розпорядження щодо представництва України в розгляді питання в Міжнародному арбітражному суді щодо порушення Конвенції ООН з морського права 1982 року. Відповідно до цього документу захищати інтереси України буде заступник Міністра закордонних справ України Олена Зеркаль.

### Другий позов до Міжнародного суду ООН
26 лютого 2022 року Україна подала позов до Міжнародного суду ООН щодо порушення Росією Конвенції про запобігання злочину геноциду та покарання за нього. Також Україна відразу подала клопотання про запобіжні заходи, в якому, по суті, просить МС ООН наказати Росії зупинити ведення війни в Україні.
Суд ООН у Гаазі погодився провести надзвичайно термінові слухання у понеділок 7 березня 2022 року і вже ближчим часом має винести проміжне рішення.

### ЄСПЛ
Позови до Європейського суду з прав людини:
- «Україна проти Росії (щодо Криму)» за двома заявами.
- «Україна та Нідерланди проти Росії» за чотирма заявами, яка стосується подій на тимчасово окупованих територіях Донецької та Луганської областей та порушень прав людини під час повномасштабного вторгнення росії.
- «Україна проти Росії (VIII)» щодо захоплених моряків у Керченській протоці.
- «Україна проти Росії (IX)» щодо вбивств опонентів російської федерації.[80]

## Міжнародна реакція
Прокуратура Міжнародного кримінального суду у Гаазі 14 листопада 2016 року у своєму попередньому звіті назвала події в Криму міжнародним озброєним конфліктом між Україною і Російською Федерацією, а ситуація на території Криму і Севастополя — рівнозначна тривалому стану окупації. У документі йдеться, що захоплення Російською Федерацією Кримського півострова почалося не пізніше за 26 лютого, коли особовий склад Збройних сил РФ був задіяний для отримання контролю над частинами території України без згоди уряду України. Зазначено, що згідно з Римським статутом, озброєний конфлікт може бути міжнародним за своєю суттю, якщо одна або більше держав частково або повністю окуповують територію іншої держави незалежно від того, чи супроводжується окупація озброєним опором. Згідно з пунктами 168—169 звіту, з 30 квітня 2014 події на Донбасі можна класифікувати як неміжнародний збройний конфлікт, а щонайпізніше з 14 липня 2014 року — як міжнародний збройний конфлікт.
 Генеральна асамблея ООН 15 листопада 2016 року ухвалила резолюцію про права людини в Криму. У ній підтверджується територіальна цілісність України, Російська Федерація названа державою-окупантом, а АР Крим i м. Севастополь визнається тимчасово окупованою територією. За резолюцію проголосувало 73 країни, 76 утрималися, були проти 23.
 Генеральна асамблея ООН 19 грудня 2016 року ухвалила резолюцію, де за Росією було закріплено статус окупаційної влади та покладено всю відповідальність за брутальне порушення прав людини на території Автономної Республіки Крим та у Севастополі. «За» проголосували 70 представників країн, проти — 26, а утримались — 77.